# Гретем
Гретем (њем. Grethem) општина је у њемачкој савезној држави Доња Саксонија. Једно је од 23 општинска средишта округа Золтау-Фалингбостел. Према процјени из 2010. у општини је живјело 660 становника. Посједује регионалну шифру (AGS) 3358011.

## Географски и демографски подаци
Гретем се налази у савезној држави Доња Саксонија у округу Золтау-Фалингбостел. Општина се налази на надморској висини од 24 метра. Површина општине износи 16,4 km². У самом мјесту је, према процјени из 2010. године, живјело 660 становника. Просјечна густина становништва износи 40 становника/km².

## Међународна сарадња
| Мјесто | Држава | Врста сарадње | Од    |
| ------ | ------ | ------------- | ----- |
|        | Пољска | партнерство   | 1992. |
| Извор  |        |               |       |